# Hamish Falconer
Hamish Nicholas Falconer est un homme politique du Parti travailliste britannique et ancien diplomate.

## Biographie
Fils de Charles Falconer, qui est Lord Chancelier sous Tony Blair, Falconer fréquente la Westminster School puis le St. John's College de Cambridge, où il obtient son diplôme en 2008 en sciences humaines, sociales et politiques avant de rejoindre le service diplomatique. Falconer travaille au ministère du Développement international du gouvernement britannique de 2009 à 2013, puis au ministère des Affaires étrangères et du Commonwealth jusqu'en 2022. Sa carrière diplomatique se concentre sur la sécurité nationale et l'aide humanitaire, notamment la libération des otages,. Alors qu'il travaille au ministère des Affaires étrangères, il passe un an à l'université de Yale en tant que « World Fellow ».
Après son départ du ministère des Affaires étrangères, Falconer travaille comme chercheur associé à l'IPPR et est chercheur politique au sein du groupe de réflexion Labour Together, tout en se présentant comme candidat au Parlement,. Il est député de Lincoln depuis 2024. Il est secrétaire d'État parlementaire pour le Moyen-Orient, l'Afghanistan et le Pakistan depuis juillet 2024,.